# 狮鹛
狮鹛 （学名：Leonardina woodi）属于从画眉科裂分出来的雀眉科下狮鹛属下的物种。狮鹛属里仅存在这一种鸟。过去也曾把此鸟类归属于鹟科（Muscicapidae）。其分布于菲律宾，是菲律宾特有的原始珍稀鸟类。